# Hana Yori Dango (série de televisão)
Hana Yori Dango (em japonês 花より男子) é uma série japonesa de televisão transmitida pela TBS em 2005. Baseada no mangá japonês shōjo, Hana Yori Dango escrito por Yoko Kamio, é uma adaptação da série de televisão Meteor Garden e da sequência Meteor Garden II, produzidas em Taiwan em 2001 e 2002. Também resultou na sequência Hana Yori Dango Returns (2007) e no filme Hana Yori Dango Final (2008).

## Elenco

### Elenco principal
- Mao Inoue como Makino Tsukushi
- Jun Matsumoto como Domyouji Tsukasa
- Shun Oguri como Hanazawa Rui
- Shota Matsuda como Nishikado Soujiro
- Tsuyoshi Abe como Mimasaka Akira

### Elenco de apoio
- Aki Nishihara como Matsuoka Yuki
- Mayumi Sada como Shizuka Todo
- Seto Saki como Asai Yuriko
- Fukada Aki como Ayuhara Erika
- Matsuoka Emiko como Yamano Minako
- David Ito como Nishida
- Megumi Sato como Sakurako Sanjo
- Nanako Matsushima como Tsubaki Domyoji
- Mariko Kaga como Kaede Domyoji
- Takako Kato como Sachiyo Sengoku (Okami-San)
- Susumu Kobayashi como Haruo Makino
- Mako Ishino como Chieko Makino
- Satoshi Tomiura como Susumu Makino.

### Convidados
- Ito Kazue como Yamanaka Minako
- Nakayama Masei como Terada Junji (Classe 2C)
- Ikeda Kaori como Morioka Mizuki
- Kaku Tomohiro como Sawatari Shingo (Episódio 1)
- Sano Kazuma como Kimoto Takayuki (Episódio 1)
- Hasegawa Tomoharu (Episódio 1)
- Igarashi Shunji (Episódio 1)
- Handa Kento como Ryuji (Episódios 4-5)
- Gashuin Tatsuya (Episódios 4-5)
- Takuma Takayuki (Episódios 4-9)
- Oshinari Shugo como Nakatsuka (Episódios 6-7)
- Mitsuya Yoko como Nakatsuka's Other Girl (Episódios 6-7)
- Sakai Ayana como Kurimaki Ayano (Episódios 8-9)
- Hankai Kazuaki como emcee de TOJ (Episódios 8-9)
- Shibuya Momoko como participante TOJ (Episódios 8-9)
- Suzuki Sotaro (Episódio 9)

## Créditos de produção
- Escrita original: Kamio Yoko
- Roteiristas: Satake Mikio, Fujimoto Yuki, Natsuko Takahashi, Arai Shuuko
- Produtor: Setoguchi Katsuaki
- Administração: Ishii Yasuharu, Yamamuro Daisuke, Katayama Osamu
- Música: Yamashita Kosuke